# Madonna dei Fiori
 Madonna dei Fiori (nazwa w jęz. wł.; pol. Sanktuarium Matki Bożej od Kwiatów) – sanktuarium w miejscowości Bra w diecezji turyńskiej.
Kompleks składa się ze Starego Sanktuarium, Sanktuarium i domu Ćwiczeń Duchownych.

## Historia
Stare Sanktuarium zostało wzniesione w 1626 roku w miejsce kaplicy upamiętniającej objawienie Matki Bożej młodej kobiecie Egidii Mathis 29 grudnia 1336. Budynek jest złożony z kaplic, w jednej z nich znajduje się figurka Matki Boskiej od Kwiatów, która 8 września w dzień patrona, jest niesiona w procesji przez miasto. Wewnątrz sanktuarium zachowały się freski przedstawiające Pokłon pasterzy, Madonnę z Janem Chrzcicielem i św. Rocco i obraz Matki Bożej od Kwiatów autorstwa flamandzkiego malarza Jeana Clareta oraz fresk Męczeństwo świętego Stefana, prawdopodobnie kopia fresku Giovanniego Antonia Molineriego z kościoła Św Antoniego Vecchio z Bra.
Nowa świątynia zaprojektowana przez Bartholomeo Gallo na centralnym planie z dwiema dzwonnicami, została zbudowana w 1933 roku. Wewnątrz znajdują się freski autorstwa Piero Dalle Ceste i przedstawiają objawienie Matki Boskiej od Kwiatów.
Obok sanktuarium znajdują się ogrody w których w okresie 8-29 grudnia powtórnie kwitną drzewa dzikich śliw (z wyjątkiem roku 1913 i 1938).